# نورمان هاردي (متسلق جبال)
نورمان هاردي (بالإنجليزية: Norman Hardie)‏ هو متسلق جبال نيوزيلندي، ولد في 28 ديسمبر 1924 في تيمارو ‏ في نيوزيلندا، وتوفي في 31 أكتوبر 2017.